# Sojuz TMA-3
La Sojuz TMA-3 è stata una missione diretta verso la Stazione spaziale internazionale.

## Equipaggio
| Ruolo               | Equipaggio al lancio                                 | Equipaggio all'atterraggio                           |
| ------------------- | ---------------------------------------------------- | ---------------------------------------------------- |
| Comandante          | Aleksandr Kaleri, Roscosmos Expedition 8 Quarto volo | Aleksandr Kaleri, Roscosmos Expedition 8 Quarto volo |
| Ingegnere di volo 1 | Pedro Duque, ESA Secondo volo                        | André Kuipers, ESA Primo volo                        |
| Ingegnere di volo 2 | Michael Foale, NASA Expedition 8 Sesto volo          | Michael Foale, NASA Expedition 8 Sesto volo          |

### Equipaggio di riserva
| Ruolo               | Equipaggio                 | Equipaggio                 |
| ------------------- | -------------------------- | -------------------------- |
| Comandante          | Valerij Tokarev, Roscosmos | Valerij Tokarev, Roscosmos |
| Ingegnere di volo 1 | André Kuipers, ESA         | André Kuipers, ESA         |
| Ingegnere di volo 2 | William McArthur, NASA     | William McArthur, NASA     |

## Parametri della missione
- Perigeo: 193 km
- Apogeo: 227 km
- Inclinazione: 51,67°
- Periodo: 1 ora, 28 minuti e 36 secondi

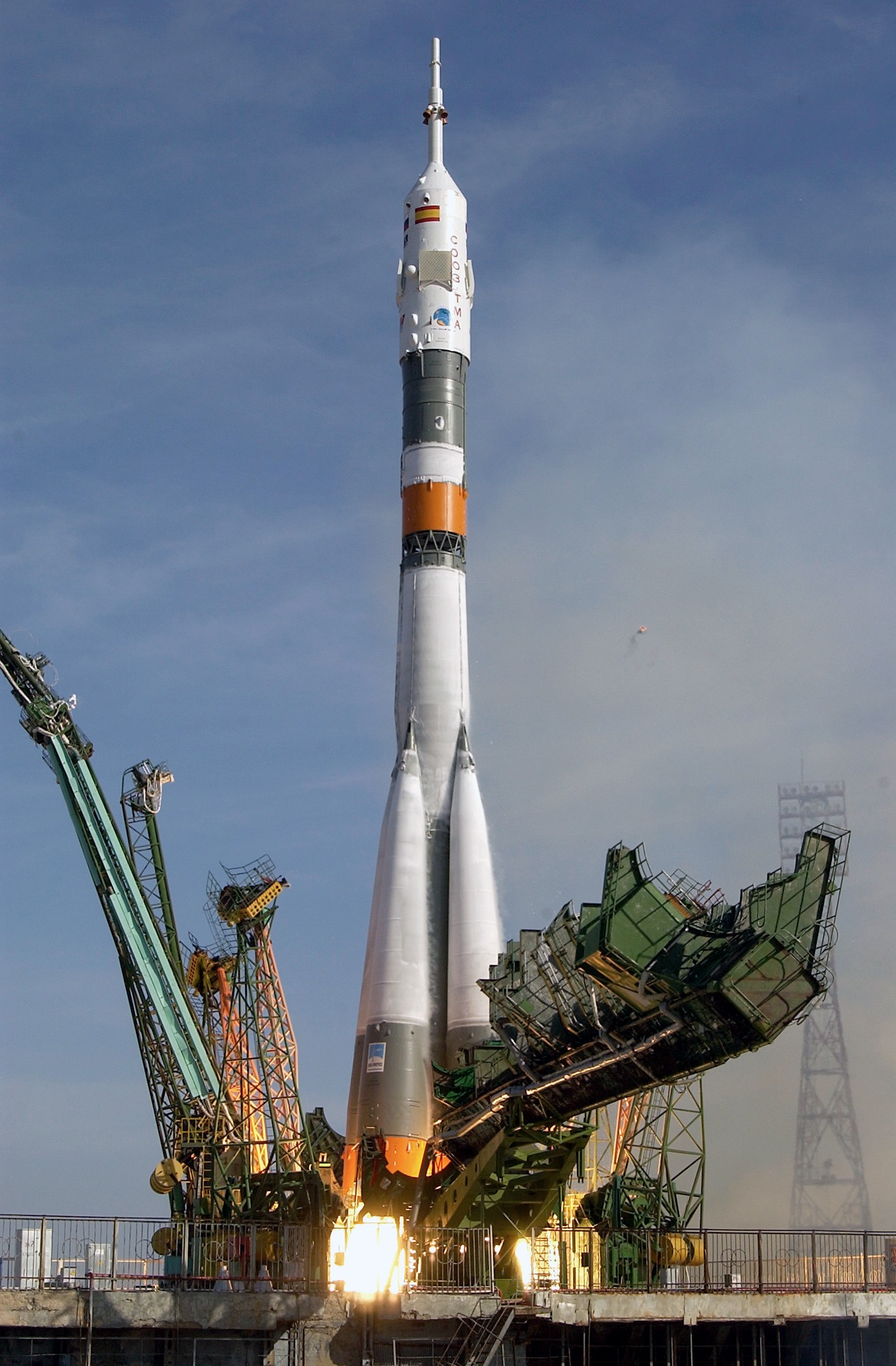
Lancio della Sojuz TMA-3